# Umma (by)
Umma var en sumerisk bystat ved floden Tigris. Byen beskrives i kileskriftstekster som den ene part i en grænsetvist med nabostaten Lagash.

## Historie
En tidlig sumerisk tekst fortæller om Inannas nedstigning til underverden. Inanna afskrækker dæmoner fra underverden fra at tage lederen af Umma, Shara, , som levede i elendighed. De valgte at tage Dumuzid, konge af Uruk, som levede i overflødig rigdom.
Kendskabet til Umma er baseret på arkivfund i oldtidsbyen Lagasj. De vider, at omkring 2.400 f.Kr. var dets hersker Ur-Lumma, Il - hersker af Zabalam. Herrerne i Umma kaldes "ensi" (prins) i alle inskriptioner fra Lagash, men i deres egne skrifter var de "lougal" (konge). Bedst kendt er byen for konflikten om den lange grænse mod Lagash.
Den første konge, vi har spor af, er Aga, der kaldes kong Umma på en perle af lapis lazuli. Eksperter har overvejet, om det var den samme Agga (eller Aka, ca. 2.585), den sidste konge i første dynasti af Kish. Den første "lokale" konge synes at være Pabilgagi (ca. 2.475), hvis navn er tydet på en statue viet til guden Enlil. Så er der E'Abzu (ca. 2.450), hvis navn står på et fragment af en stenstatuette. Så følger kong Ensi Ush (ca. 2.425-ca. 2.420), som er angivet som "ensi" (prins) af Umma i tekster fra Lagash. Han var den første, der erklærede krig mod Lagash og fik fastsat grænserne for områder, der kontrolleres af hver af de to byer, og integrerede Gu-Edinna i sit fyrstedømme.
Han havde to børn med In-A-Kale (eller Enakalle, ca. 2.400.-ca. 2.370) som efterfulgte ham. Han var samtidig med kongen af Lagash, Enmetena (eller Entemena, (ca. 2.400-ca. 2.375), mod hvem han var i krig. Han underskrev til sidst en fredsaftale med denne, hvorefter han byggede en vold langs den nye grænse. Hans søn Ur-Louma (eller Ur-Luma eller Urlumma ca. 2.370-ca.-2.360) besteg tronen efter hans død. Han er nævnt på to tavler, en af lapis lazuli, en anden af sølv, i forbindelse med opførelsen af templer. Fra tavlerne vides, at han abdicerede, og at hans søn, Ili eller Ila (ca. 2.360-ca. 2.340) efterfulgte ham. Han havde et barn, Gissa-Kidu (eller Gishakkidu, ca. 2.340), der blev gift med en datter af Our-Louma, Bara-Irnum (eller Bara'irnum). Umma og Lagash sled sig selv ned i de endeløse krige.
Den næste konge var Lugal-zagesi (ca. 2.340-2.316 eller 2.359-2.335), hvis navn betyder "konge, som fyldte helligdommen", der kom til magten i Umma. Ved sin sejr over kongen af Lagash, Our-Inimgina, erobrede han byen Girsu (eller Girsu, i dag Tellô), Lagash' hellige by, som han udplyndrede og afbrændte. Med denne sejr sluttede han den første dynasti i Lagash. Han erobrede hele landet Sumer og lavede den første forening af de sumeriske byer. Hans regeringstid var kort og hans imperium forsvandt hurtigt med ham og overgik til Sargon den Store af Akkad (2.334-2.279) mens Lugal-zagesi blev fanget. Derved forandredes magtbalancen mellem byerne i Sumer i Mesopotamien. Det ser ud til, at Akkad dominerede, mens Umma fortsat trives. Under det tredje dynasti af Ur, skete en sumerisk renæssance, som det fremgår af de mange økonomiske tavler.
Under Ur III-dynastiet blev Umma den vigtige provinshovedstad. De fleste af de mere end 30.000 kileskrift-tavler fundet på stedet er både administrative og økonomiske. De giver et fremragende indblik i provinsielle anliggender i Umma.
Ummas kalender over Shulgi (ca. 21. århundrede f.Kr.) er den umiddelbare forgænger for den babylonske kalender og indirekte for den hebraiske kalender efter jødernes eksil.
Umma synes at være blevet forladt efter den mellemste del af bronzealderen.

## Arkæologi
Tell Jokha blev besøgt af William Loftus i 1854 og John Punnett Peters fra University of Pennsylvania i 1885. Det antages, at Tell Jokha er blevet genstand for omfattende gravplyndringer i nyere tid.
Tidlig på 1900-tallet dukkede der mange illegalt udgravede lertavler fra Umma fra Ur-III-tiden op på antikvitetsmarkedet. Sent i 1990-erne blev en redningsudgravning udført af irakiske arkæologer i forbindelse med et vejprojekt, som berørte Tell Jokha.
Siden er Tell Jokha identificeret som Ummas besiddelse Gisha (eller Kissa), mens selve Umma er lokaliseret til omkring 6,5 km mod sydøst, i Umm al-Aqarib. I Umm al-Aqarib er der afdækket lag, som går tilbage til den tidlige dynastiske periode (ca 2.900-2.300 f.Kr.), med flere monumantalbygninger, hvoraf en enten var tempel eller palads.

### Udplyndring
Under invasionen af Irak i 2003 foretog røvere, efter at koalitionen begyndte bombningen, udplyndringer af lokaliteten, der blev gennemskåret af grøfter og gruber. Udsigterne for fremtidig faglig udgravning og forskning blev derved alvorligt forringet, ifølge en rapport i 2007 i The Independent.
I 2011 offentliggjorde Global Heritage Network, som overvåger trusler mod kulturarvssteder i udviklingslande, luftfotos, der sammenlignede Umma i 2003 med 2010, og som viser et landskab hærget af røvere med grave omfattende ca. 01,12 kvadratkilometer i alt. Yderligere billeder med relevans for sagen om Umm al-Aqarib indgår i en artikel af Diane Tuckers fra 2009 om ødelæggelsen af Iraks arkæologiske arv.